# Şəmkiri járás
A Şəmkiri járás (azeri nyelven:Şəmkir rayonu) Azerbajdzsán egyik járása. Székhelye Şəmkir.

## Népesség
- 1999-ben 173 401 lakosa volt, melyből 171 133 azeri, 1547 török, 338 orosz, 68 kurd, 34 tatár, 22 örmény, 15 lezg, 5 grúz.
- 2009-ben 191 428 lakosa volt, melyből 190 432 azeri, 762 török, 139 orosz, 22 kurd, 18 tatár, 10 ukrán, 5 örmény, 40 egyéb.